# Confédération (Pologne-Lituanie)
Ne doit pas être confondu avec Confédération.

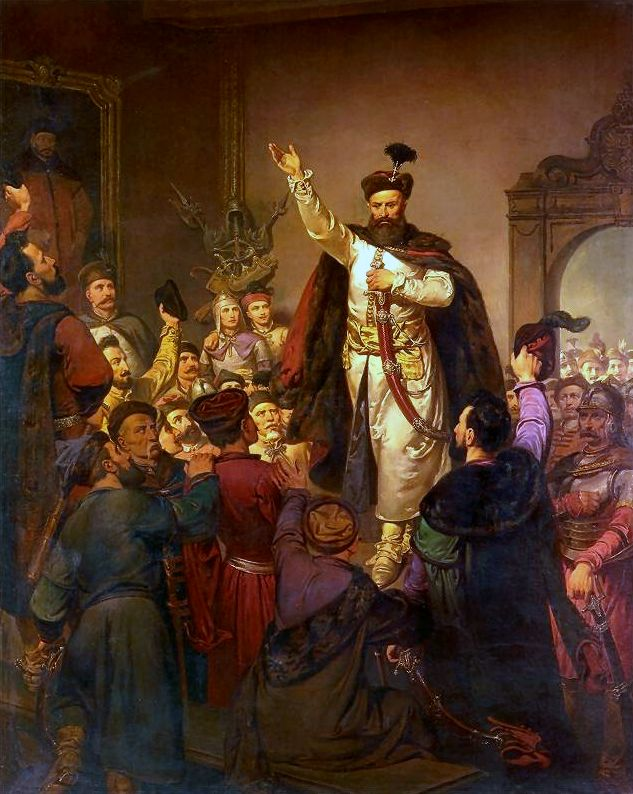
La prestation de serment de la Confédération de Tyszowce en 1655, tableau de Walery Eljasz-Radzikowski.

Une confédération (en polonias konfederacja, kɔ̃fɛdɛˈrat͡sja) était une association ad hoc formée par la szlachta (noblesse), le clergé, les villes ou les forces militaires polono-lituaniennes afin d'atteindre un certain objectif préalablement déclaré. Une confédération prenait souvent la forme d'une rébellion armée visant à réparer ce qui était perçu comme des abus ou des atteintes à l'encontre d'une autorité (par exemple royale). De telles confédérations agissaient à la place de l'autorité de l'État ou pour imposer leurs revendications à cette autorité. Les confédérations peuvent être considérées comme une expression de la démocratie directe et du droit de révolution existant dans la République des Deux nations, et comme un moyen pour les nobles d'agir selon leurs griefs et contre l'autorité centrale de l'État. 

## Histoire et fonction
À la fin du XIIIe siècle, des confédérations de villes, visant à assurer la sécurité publique, notamment contre le problème endémique du banditisme, apparaissent ; la première confédération étant celle de plusieurs villes (Poznań, Pyzdry, Gniezno et Kalisz en Grande Pologne̩) en 1298. Au milieu du XIVe siècle, des confédérations de la noblesse, dirigées contre les autorités centrales, voient le jour, la première de ces confédérations étant celle de 1352. Pendant les interrègnes, des confédérations se formèrent pour remplacer la cour royale inactive, protéger l'ordre intérieur et défendre le pays des dangers extérieurs. Le droit de former des confédérations a été reconnu dans le droit polonais par les articles henriciens en 1573. Ceux-ci affirmaient, dans l'articulus de non praestanda oboedientia, une règle datant de 1501 et provenant du Privilège de Mielnik, que si le monarque ne reconnaissait pas ou abusait des droits et privilèges de la noblesse (szlachta), les nobles ne seraient plus tenu de lui obéir et aurait le droit légal de lui désobéir.  
Au début du XVIIe siècle, les confédérations sont devenues un élément de plus en plus important sur la scène politique polono-lituanienne. Aux XVIIe et XVIIIe siècles, les confédérations étaient organisées par des magnats et étaient soit pro ou anti-royales. Une confédération non reconnue par le roi était considérée comme un rokosz (« rébellion ») — même si certains d'entre eux finissaient par être reconnus par le roi, qui pouvait même à l'occasion les rejoindre lui-même. La plupart des confédérations pro-royales étaient généralement formées en réponse à une confédération anti-royale, et certaines prenaient la forme d'une session extraordinaire du parlement, comme cela se produisit en 1710, 1717 et 1735. 
Les confédérations étaient généralement formées dans une partie du pays et pouvaient se développer en « confédérations générales » regroupant la plupart ou la totalité des voïvodies polono-lituaniennes.  
Chaque confédération disposait d'un document clé expliquant ses objectifs, connu sous le nom d'acte de la confédération, lequel était déposé auprès du tribunal (généralement le tribunal local de la région dans laquelle la confédération a été créée). Des résolutions supplémentaires des confédérés, connues sous le nom de sanctia, seraient également déposées auprès du tribunal. L'adhésion à la confédération était volontaire et nécessitait un serment. La branche exécutive d'une confédération était dirigée par un maréchal et un groupe de conseillers, chacun connu sous le nom de konsyliarz konfederacji. Un maréchal et son konsyliarz associé étaient connus sous le nom de généralité (generalność). Une confédération avait également un conseil plus large, semblable à un parlement (walna rada), qui prenait les décisions à la majorité. Jusqu'au milieu du XVIIIe siècle environ, les résolutions du conseil devaient être unanimes, mais par la suite, le vote à la majorité est devenu plus courant. Les principaux commandants militaires des confédérations étaient connus sous le nom de « régimentaires ». 
C'est également au XVIIIe siècle qu'est née une institution connue sous le nom de « sejm confédéré ». Il s'agissait d'une session parlementaire (sejm) qui fonctionnait selon les règles d'une confédération. Son objectif premier était d'éviter d'être perturbé par le liberum veto, contrairement au Sejm national. À certaines occasions, un Sejm confédéré a été formé avec l'ensemble des membres du Sejm national, de sorte que le veto libérum n'y opérait pas. 
Les confédérations furent interdites par la loi en 1717, mais continuèrent à fonctionner, ce qui dénote une faiblesse de l'autorité centrale du Varsovie. Elles furent également abolis par la Constitution du 3 mai 1791 (adoptée par le Sejm quadriennal de 1788-1792, lui-même un sejm confédéré),. Mais dans la pratique, cette interdiction n'a pas été respectée. La Constitution du 3 mai a été renversée au milieu de l'année 1792 par la Confédération de Targowica de magnats polonais soutenus par l'Empire russe et finalement rejoints, sous la contrainte extrême, par le roi Stanisław II August. L'intervention militaire russe qui a suivi a conduit (à la surprise des Confédérés) au deuxième partage de la Pologne en 1793. En 1812, la Confédération générale du Royaume de Pologne fut créée à Varsovie à la suite de la campagne de Napoléon Ier contre l'Empire russe.

## Exemples de Confédérations
- Ligue de Prusse
- Confédération de Varsovie (1573)
- Rébellion de Zebrzydowski
- Confédération de Varsovie (1704)
- Confédération de Sandomir
- Confédération de Tyszowce
- Confédération de Radom
- Confédération de Bar
- Confédération de Targowica
- Confédération de Tarnogród (en)
- Confédération générale du Royaume de Pologne (sous le patronage de Napoléon Ier)

## Voir également
- Liberté dorée